# Iberische Unie
De Iberische Unie is de naam voor de politieke unie tussen Spanje en Portugal in de jaren 1580-1640. De naam verwijst naar het Iberisch Schiereiland; daarnaast bezaten de landen samen uitgestrekte koloniën in Amerika en vele nederzettingen op de Aziatische en Afrikaanse kusten.

## Voorgeschiedenis
Na de kinderloze dood van Sebastiaan I (1557-1578) in Ksar-el-Kebir (Marokko), kreeg Portugal af te rekenen met een successieprobleem. De twee daaropvolgende jaren waren jaren van verwarring en een groeiend economisch verval. Mede door het losgeld dat betaald moest worden voor de gevangengenomen Portugese adel in Marokko vertrok er een grote hoeveelheid goed uit het land. De uitroeping van kardinaal Henriques tot regent veranderde niets aan dat groeiend verval, waardoor na zijn dood in 1580 de weg open lag voor de Castilianen om Portugal binnen te vallen.

## Vereniging

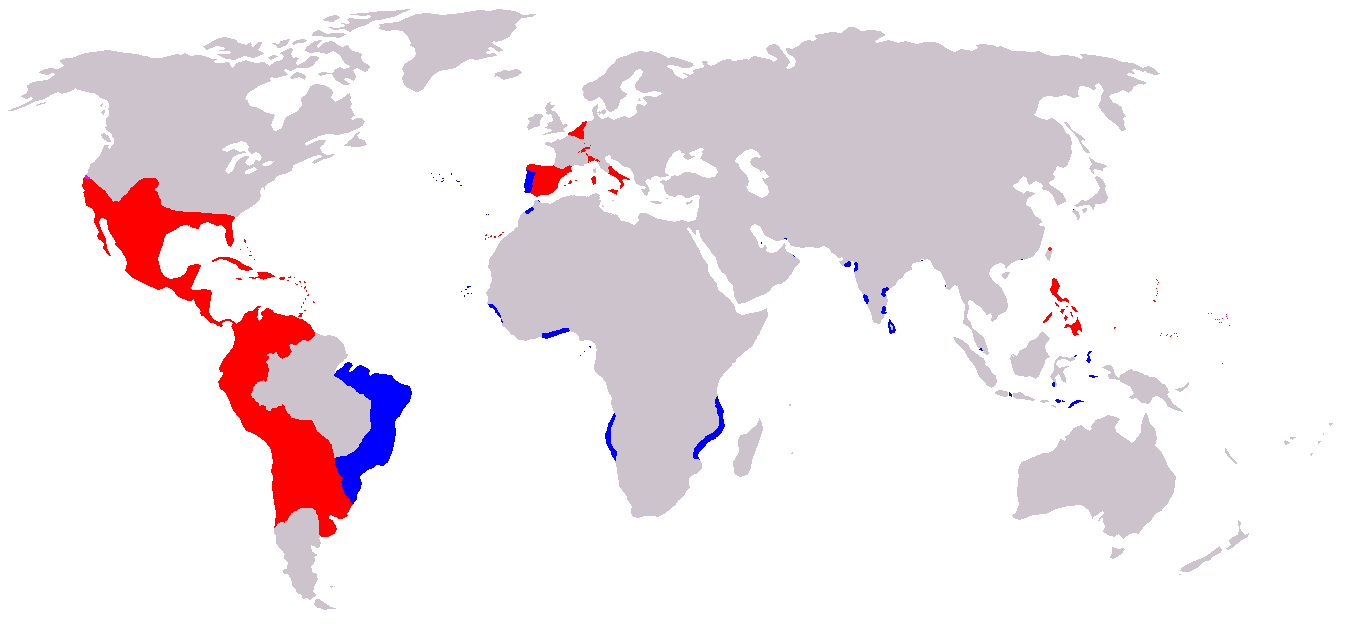
De gebieden van de Iberische Unie:
Spaanse bezittingen
Portugese bezittingen

Filips I van Portugal werd door de Portugese aristocratie en Kerk al snel geaccepteerd als koning. De lagere klassen deelden niet diezelfde mening en bleven hopen op de terugkeer van Sebastiaan; wat het sebastianisme genoemd zal worden. De officiële erkenning van Filips als koning kwam er door de Cortes in 1581. Dit was het begin van de Iberische Unie.

## Iberische Unie
De Habsburgse soevereiniteit werd door de Portugese elite niet gezien als een verlies. Meer zelfs, ze had altijd al vastgehouden aan een bredere Iberische cultuur. De vereniging van het Iberisch schiereiland was bij de elite dus zeer gewenst. Toch bracht deze unie niet alleen voordeel voor de elite; ook voor de Portugese middenklasse kwam deze voordelig uit. De Portugese handel kon zo illegaal, maar succesvol binnendringen in de Spaanse kolonies in Amerika, wat voordien door het verdrag van Tordesillas (1494) bijna onmogelijk was.
Voor de Spaanse monarchie waren aan de vereniging ook voordelen verbonden. Door de Spaanse kolonies verschoof de Spaanse aandacht sterk westwaarts naar de Atlantische Oceaan. En door de annexatie van Portugal konden ze gebruikmaken van de Portugese havens aan die westkust. Want ondanks de economische en militaire neergang van Portugal had het tot dan toe een belangrijke zeevaardige handelsvloot kunnen behouden. Lissabon was als haven zelfs zo belangrijk dat het voor een kleine twee jaar (1581-1583) hoofdstad werd van het Iberische rijk. Uiteindelijk heeft het die plaats wel moeten afstaan aan het nieuwe, meer centrale Madrid.
Gedurende de volgende halve eeuw waren de Portugese en de Castiliaanse economie sterk verbonden met elkaar. Zilver van Spaans Amerika was onmisbaar om het evenwicht te behouden in de Portugese handel naar het Oosten. De Algarve werd een soort economische kolonie van Andalusië door zijn handel en scheepvaart.

## Einde
Toch was de eenheid niet compleet. Tot institutionele incorporatie van Portugal in de Castiliaanse overheid kwam het nooit. Filips was zowel koning van Spanje als van Portugal, maar mocht als Spaanse koning niet tussenkomen in de Portugese rechten, gewoonten of overheid. Ook mochten er geen Spanjaarden aangesteld worden in de Portugese ambtenarij. Portugal en zijn kolonies bleven gedurende de regeringen van de koningen Filips I van Portugal, Filips II van Portugal en Filips III van Portugal gescheiden en autonoom bestaan onder de Spaanse kroon. Dit systeem werd zo'n vijftig jaar volledig aanvaard door de Portugese hogere klassen.
De zestig jaar onder de Habsburgers waren voor Portugal jaren van recuperatie. De handel in specerijen die aan haar verval begonnen was in het midden van de zestiende eeuw was tijdelijk hersteld aan het begin van de zeventiende eeuw en de Portugese invloed in Brazilië steeg gestaag. Door export van wijn, olijfolie, fruit en zout steeg ook de binnenlandse economie. Tegen het midden van de zeventiende eeuw telde Portugal twee miljoen inwoners. Door de relatieve toename van de welvaart werd de Portugese identiteit evenwel belangrijker en dit werd uiteindelijk het einde van de Habsburgers in Portugal.